# Apostolska nunciatura na Jamajki
Apostolska nunciatura na Jamajki je diplomatsko prestavništvo (veleposlaništvo) Svetega sedeža na Jamajki.
Trenutni apostolski nuncij je Thomas Edward Gullickson.

## Seznam apostolskih nuncijev
- Paul Fouad Tabet (9. februar 1980–11. februar 1984)
- Manuel Monteiro de Castro (16. februar 1985–21. avgust 1990)
- Eugenio Sbarbaro (7. februar 1991–26. april 2000)
- Emil Paul Tscherrig (8. julij 2000–22. maj 2004)
- Thomas Edward Gullickson (15. december 2004–danes)